# 锡勒里
锡勒里（法語：Sillery，法語發音：[sil(ə)ʁi]）是法国马恩省的一个市镇，属于兰斯区。

## 地名
该地名Sillery的发音为[sil(ə)ʁi]而非[sij(ə)ʁi]，根据实际发音其应译作“锡勒里”，《世界地名翻译大辞典》中将其误译作“锡耶里”。

## 地理
锡勒里（49°11'53"N, 4°7'56"E）面积9.2 平方千米，位于法国大東部大區马恩省，该省份为法国东北部内陆省份，北起阿登省，西北接埃纳省，西南接塞纳-马恩省，南至奥布省，东南接上马恩省，东临默兹省。
与锡勒里接壤的市镇（或旧市镇、城区）包括：普吕奈、马伊香槟、皮雪、韦尔泽奈。
锡勒里的时区为UTC+01:00、UTC+02:00（夏令时）。

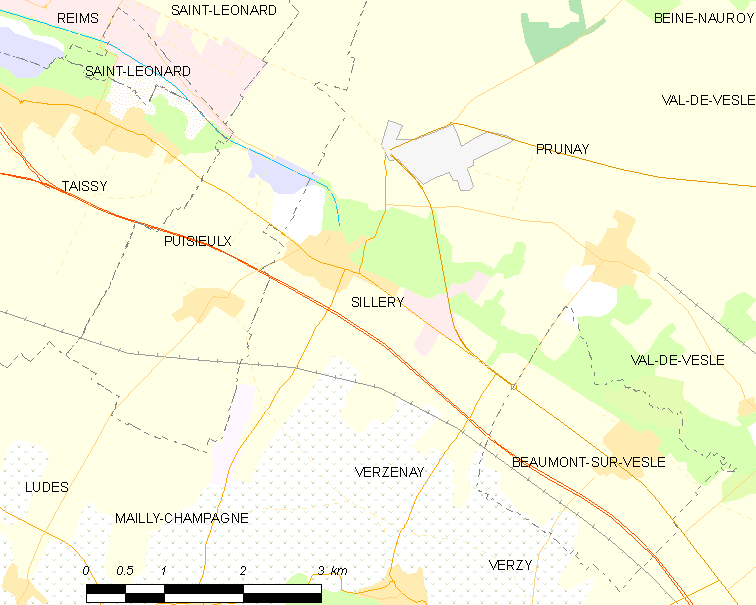
锡勒里的OSM定位图

## 行政
锡勒里的邮政编码为51500，INSEE市镇编码为51536。

## 政治
锡勒里所属的省级选区为兰斯第八县。

## 人口

1962-2008年间锡勒里人口变化图示

锡勒里于2022年1月1日时的人口数量为1830人。